# Leachville
Leachville – miasto w Stanach Zjednoczonych, w stanie Arkansas, w hrabstwie Mississippi.